# 国防大学霸凌致死案
国防大学霸凌致死案是一宗於2017年5月21日至22日凌晨发生於马来西亚的虐待谋杀案，受害人是当时就讀於马来西亚国防大学（UPNM）海军系的在籍学生兼见习军官祖尔法汉奥斯曼祖尔卡南（生于1996年11月29日，简称祖尔法汉），他被一群同学认定偷取笔记型电脑后遭到捆绑及毒打，身体有约90处被蒸汽熨斗烫伤，全身80%出现瘀伤和烧伤的痕迹，之後于6月1日在雪州沙登医院不治，得年20岁。本案因為作为一宗发生於宿舍环境中的极端欺凌事件而引起全国关注。
本案於四年后的2021年11月2日由马来西亚高等法院頒布判决，、裁决这6人抵触刑事法典第304条文(误杀)、第330条（刑讯逼供致伤罪）的罪名成立，处以18年监禁。另外17名同黨蓄意致伤罪名成立被判处三年有期徒刑（刑事法典第34条），刑罚即日執行；2024年7月 23日，控方上诉，重申并确认所有六名嫌疑人谋杀罪名成立，并判处死刑。尽管马来西亚已废除强制性死刑，并实施了监禁替代刑罚，但法官认为，鉴于伤人的方式不同寻常，死刑是唯一合理的惩罚
六名被裁定謀殺罪成的主謀，随即向馬來西亞聯邦法院提出上訴。
2025年2月28日，联邦法院恢复高庭原判，将六名被告的谋杀罪改为误杀罪，死刑改为判处监禁18年，一致批准六名被告的上诉，推翻上诉庭2024年7月23日宣判六名被告谋杀罪成并处于死刑的裁决。三司认为，控方的关键证人——沙登医院法医专家沙曼的证词出现矛盾。控方无法在排除合理怀疑的情况下，证明死者的伤势导致他死亡，况且死者是在案发的10天后才去世。尽管谋杀罪不成立，但法官认为6 名被告故意用熨斗烫伤祖法汉并殴打他，这一点已在两名国防大学学员的证人阿末瑟纳比和沙菲克的证词中获得证实。
该国防大学后因此事而臭名昭著，被坊间称为“地狱学校”、“监狱学校”等浑名。该事件同时也被比喻为马来西亚版的洪仲丘事件以及尹一兵事件（2014年涟川韩军虐兵案）。